# PEC Zwolle
PEC Zwolle er en hollandsk fodboldklub fra Zwolle i Overijssel. Klubben spiller i Æresdivisionen, som er den højest rangerede liga i Holland. I alt har klubben spillet i Æresdivisionen i 13 sæsoner og den bedste ligaplacering var en 8. plads i 1979. De nåede KNVB Cupfinalen i 1928 og 1977, men tabte begge kampe. 
Den nuværende klub er den anden udgave, eftersom den første gik konkurs i 1990. Den nuværende klub blev stiftet umiddelbart efter som FC Zwolle og navnet blev beholdt indtil den igen kom til at hedde PEC Zwolle fra sæsonen 2012-2013 og frem.
Klubbens hjemmebane er IJsseldelta Stadion som åbnede i 2009 og har en kapacitet på 12.500.

## Historie
PEC blev etableret 12. juni 1910, navnet er en sammentrækning af PH EDN Combinatie (PH EDN Combinatie). Klubben blev etableret ved en sammenlægning af klubberne Prins Hendrik (1. april 1906; Hendrik af Mecklenburg-Schwerin) og Ende Desespereert Nimmer (1904). PEC har været en professionel fodboldklub siden 23. februar 1955. I 1971 blev klubnavnet ændret til PEC Zwolle og til PEC Zwolle '82 i 1982. Umiddelbart efter konkursen i 1990 blev det nye navn FC Zwolle valgt.